# Gobius couchi
Gobius couchi is een straalvinnige vissensoort uit de familie van grondels (Gobiidae). De wetenschappelijke naam van de soort is voor het eerst geldig gepubliceerd in 1974 door Miller & El-Tawil.